# Uteslutningstecken
Uteslutningstecken (aposiopesis, utelämningstecken, ellipsligatur, ellips eller tre punkter) (…) består i svensk text oftast av tre på varandra tätt följande punkter: … (enskilt tecken) eller ... (enskilda punkter), för att ange att något avbryts, har uteslutits eller inte avslutats.
Det alternativa namnet "ellipsligatur" används mest korrekt till den enskilda ligaturen (det enskilda tecknet) "…".

## Typografiska aspekter och användning
Tecknet används bland annat vid uteslutning av särskild del som upplevs mindre viktig, vid citering i text. Normalt omges då uteslutningstecknet med hakparentes ([…]) eller snedstreck (/…/). Mellanrum är lämpligt att använda mellan hakparentesen (alt. snedstrecket) och resten av citatet, utom då punkt eller skiljetecken efterföljer i citatet:
- "Ett måleri med skarpt betonad nationell egenart har växt fram […] i Sverige […]." (Nordensvan, Georg. Bildkonsten. 1903: s. 187)

Alltmer, inte minst i engelskspråkig litteratur, används ”endast” uteslutningstecknet omgivet av mellanrum. I takt med internationaliseringen har detta bruk spridit sig också till svenska. 
Även om det i modern text inte är vanligt, händer det alltjämt att de tre punkterna är spärrade och skiljs åt med ett fast mellanrum, . . .
Uteslutningstecknet används också för att ange att något avbryts mitt i ett ord, eller i en mening. Då ett ord är ofullständigt skrivs tecknet tätt intill, medan om det är en mening som inte är fullständig föregås tecknet av ett mellanrum: 
- "Din idi…!" – längre än så hann Patrik inte innan hans syster smällde dörren efter sig.
- "Men hur kunde … Hon var ju här alldeles nyss!"

Ibland väljer man att inte använda mellanrum då en mening blivit ofullständig, men missförstånd kan då uppstå. Exempelvis kan meningen "Jag vill ha en fotboll..."
betyda att det sista ordet inte är fullständigt – kanske skulle den fullständiga meningen lyda "Jag vill ha en fotbollskarriär"!
Uteslutningstecknet används också för att ge ett intryck av eftertanke eller något som inte riktigt avslutas, främst i repliker, men också i dikter:
- Margit blev så överväldigad av den stora buketten som hennes man köpt och ställt i en vas på köksbordet, att hon bara stod och gapade: Så han kom ihåg i alla fall …
- Ur Karin Boyes dikt "Nya vägar" (Gömda land, 1924) (märk att uteslutningstecknet i originalet inte föregås av mellanrum):

"Liv är det som väntar,
det man ej kan veta…
Kom, låt oss glömma!
Låt oss nytt och fagert leta!"
I SAOB används två punkter omgivna av endast mellanrum.

## Matematik
Inom matematik används också uteslutningstecknet för att ange att något, exempelvis en talserie, fortsätter eller har uteslutits, och har då ofta betydelsen "och så vidare". Tecknet placeras, beroende på vilka tecken som används i anslutning till det, på olika avstånd från baslinjen och ibland även roterat:
- {\displaystyle \pi =3.141\;59\ldots }

- {\displaystyle a_{1}+a_{2}+a{}_{3}+\cdots +a_{n}}
- {\displaystyle I_{n}={\begin{bmatrix}1&0&\cdots &0\\0&1&\cdots &0\\\vdots &\vdots &\ddots &\vdots \\0&0&\cdots &1\end{bmatrix}}}

## Intervaller
Ellipsis kan även användas som alternativ till tankstreck för att ange intervall. Detta är särskilt att rekommendera i sammanhang där ett tankstreck skulle kunna misstolkas som ett minustecken, exempelvis då temperaturområden ska anges, där det gäller att rätt förstå köldgrader och värmegrader: –12...+3 °C.

## Skriva uteslutningstecken
- "Vanlig" horisontell ellipsis: … (TeX: \ldots, HTML: &#8230;, &hellip;, Windows: Alt+0133, Mac OS: alt+., Unicode: U+2026 (Horizontal ellipsis))
- Halvhög horisontell ellipsis (används främst i matematisk typografi): {\displaystyle \cdots } (TeX: \cdots, Unicode: U+22EF (Midline horizontal ellipsis))
- Diagonal (upp höger) ellipsis (används till exempel i matriser): ⋰ (TeX: \ddots, Unicode: U+22F0 (Up right diagonal ellipsis))
- Diagonal (ner höger) ellipsis (används till exempel i matriser): {\displaystyle \ddots } (Unicode: U+22F1 (Down right diagonal ellipsis))
- Vertikal ellipsis (används till exempel i matriser): {\displaystyle \vdots } (TeX: \vdots, Unicode: U+22EE (Vertical ellipsis))
- Två-punktsellipsis: ‥ (Unicode: U+2025)
- Thailändsk ellips: ฯ  (Unicode: U+0E2F)
- Laotisk ellips: ຯ (Unicode: U+0EAF)